# المرتضى إعمراشا
المرتضى إعمراشا (بالأمازيغية: ⵍⵎⵓⵔⵜⴰⴷⴰ ⵉⵄⵎⵔⴰⵛⴰ), المعروف أيضا بالمرتضى إعمراشن، من مواليد 27 فبراير 1987 في مدينة الحسيمة، هو ناشط سياسي مغربي، تنحدر أصوله من قرية آيت جهرة نواحي جماعة شقران، شارك في احتجاجات 20 فبراير في 2011 وفي حراك الريف 2016/2017.
اعتقل إعمراشا في 10 نونبر 2017 أثناء الاستعداد للتظاهرات التي عرفها حي سيدي عابد، وحكم عليه بخمس سنوات سجنا بتهمة «تحريض الغير وإقناعه بارتكاب أفعال إرهابية، والإشادة بأفعال تكون جرائم إرهابية، والإشادة بتنظيم إرهابي» وذلك رغم كونه ناشطا معروفا بدفاعه عن العلمانية ومنفتحا على غير المتدينين والملحدين، كما توبع في مدينة الحسيمة في قضية الاحتجاجات التي عرفتها المنطقة في حراك الريف 2017.

## حياته
ولد المرتضى إعمراشا يوم 27 فبراير 1987 بمدينة الحسيمة بمنطقة الريف شمال المغرب. كان والده فقيها وإماما. أخد المرتضى نفس نهج والده، وبعد إيقافه الدراسة في مستوى السادس الإبتدائي، أكمل مساره في التعليم الأصيل حتى تخرج وأصبح بدوره إماما. إشتغل المرتضى كإمام لإحدى المساجد بمنطقته قبل أن يأتيه قرار التوقيف  من طرف المندوبية الإقليمية للشؤون الإسلامية بالحسيمة.
خلال بداية مساره، انتهج المرتضى النهج السلفي، إلى أن التحق بحركة 20 فبراير، والتقى أشخاصا من عدة أطياف، مما دعاه لتغيير فكره ومراجعته. أصبح المرتضى إعمراشا منذ ذلك الوقت مناضلا يدافع عن العلمانية ويطالب المسلمين بالانفتاح على الآخرين. شارك إعمراشا في عدة برامج ولقاءات بتلك الصفة، واشتهر عند المغاربة بدفاعه عن العلمانية.
في أكتوبر 2016, وبعد مقتل محسن فكري، انخرط المرتضى في حراك الريف وشارك في عدة مظاهرات إلى حين اعتقاله أول مرة في يونيو 2017.

## اعتقاله
في 9 يونيو 2017، نشر المرتضى إعمراشا تدوينة ساخرة على حسابه الفيسبوكي كتب فيها أنه تلقى اتصالاً من صحافي يسأله عن أنباء تقول بأنه حاول إدخال أسلحة إلى منطقة الريف، سنة 2011، بالتواصل مع ثوار في ليبيا. في نفس التدوينة كتب المرتضى أن أجابه ساخرا إن ما سُئل عنه من إدخال أسلحة صحيح وبأنه يتعلق بـ«أمر وجّهه له أيمن الظواهري عندما قام بزيارته في تورا بورا» في أفغانستان. ألقى القبض على المرتضى يوم 10 يونيو، وأصيب والده بنوبة قلبية في نفس اليوم، وتوفي على إثرها يوم 22 يونيو. في ذلك اليوم، أُطلق سراح المرتصى ليخضر الجنازة وتمت محاكمته في حالة سراح مؤقت مع إخضاعه تحت المراقبة القضائية وإغلاق الحدود في وجهه.
يوم 30 نونبر 2017, أدانت محكمة الإرهاب بمدينة سلا المرتضى اعمراشا بالسجن النافذ لمدة خمس نوات، بتهمة التحريض والإشادة بتنظيم إرهابي. تم انتقاد هذا الحكم من طرف عدة ناشطين وفاعلين ومنظمات دولية، مثل منظمة العفو الدولية، التي دعت إلى «إلغاء الحكم الصادر ضد المرتضى إعمراشن وإطلاق سراحه», ومنظمة هيومن رايتس ووتش التي اعتبرت الحكم «انتقاما من النشاط الاحتجاجي للمرتضى إعمراشن. قضيته قد لا تكون قضية إرهاب على الإطلاق، وإنما طريقة ملتوية لمعاقبة قيادي آخر لحركة احتجاجية، يبدو أن الحكومة المغربية مصممة على سحقها».
خلال إقامته في السجن، اتهم المرتضى إعمراشا مدير سجن الزاكي 2 بسلا بسبه وشتمه وضربه في غشت 2019. مما دعاه لرفع شكوى ضده بتهمة التعذيب المعنوي والجسدي.

## إطلاق سراحه
تم إطلاق سراحه لاحقا بعفو ملكي شمله هو وبعض معتقلي الحراك بمناسبة عيد الأضحى وعيد العرش سنة 2020.
لكن تمت متابعته بعدها في ملفات أخرى متعلقة بحراك الريف ، وتم منعه من السفر خارج المغرب  قبل أن يتم السماح له بذلك .